# Bredinia costaricensis
Bredinia costaricensis är en nattsländeart som först beskrevs av Oliver S. Flint Jr. 1967.  Bredinia costaricensis ingår i släktet Bredinia och familjen smånattsländor. Inga underarter finns listade i Catalogue of Life.